# Edmond Rigal
Pour les articles homonymes, voir Rigal.
 (octobre 2011).
Si vous disposez d'ouvrages ou d'articles de référence ou si vous connaissez des sites web de qualité traitant du thème abordé ici, merci de compléter l'article en donnant les références utiles à sa vérifiabilité et en les liant à la section « Notes et références ».
Edmond Rigal, né le 2 septembre 1902 à Paris (13e arrondissement), et mort le 9 janvier 1996 à Nogent-sur-Marne (Val-de-Marne), à la Maison Nationale des Artistes, est un graveur et peintre français.
Il a notamment été Meilleur ouvrier de France en 1927 en gravure-impression taille-douce.

## Biographie
En 1917, Edmond Rigal entre à l’École des arts et du livre à Paris (devenue École Estienne), d’où il sort major de sa promotion en 1922 avec quatre premiers prix. Il devient professeur dans cette même école en 1930 et y forme de jeunes artistes et artisans de la gravure en taille-douce. 
Il épouse Augusta Cabridens (1904-1992) en 1925. De cette union naît, en 1926, un fils, J.J.J. Rigal, lui-même graveur.
En 1927, Edmond Rigal crée son propre atelier d’impression de gravure en taille-douce à Fontenay-aux-Roses. En tant qu'imprimeur il participera à l'édition de livres de bibliophilie, comme Colloque entre Monos et Una d'Edgar Poe.
De 1942 à 1984, il enseigne la gravure à Fontainebleau dans son nouvel atelier. Dès 1942, la municipalité de Fontainebleau organise au théâtre municipal une exposition de ses œuvres. En 1984, elle présente une importante rétrospective dans ce même lieu.
Edmond Rigal participe à de nombreux Salons et expositions de groupes tant à Paris, qu'en province et à l’étranger.
Membre de la fondation Taylor depuis 1936, celle-ci présente ses œuvres dans sa nouvelle galerie en 1987.

« Il faut savoir gré à Edmond Rigal de nous rappeler ce que représentent pour l’art graphique les techniques (dans le sens le plus noble du terme) de la pointe-sèche et de l’eau-forte. Pendant un demi-siècle Edmond Rigal a cherché les motifs les plus caractéristiques pour imposer des gravures qui justifient ces techniques et qui nous obligent à trouver de nouvelles voies au graphisme. Toute la vie d’un obstiné qui n’a jamais voulu s’humilier devant la publicité et le snobisme est un exemple de ce qu’il y a de plus important chez un artiste : la pureté. »

— Philippe Soupault, 1973[réf. nécessaire]
Il est enterré au cimetière de Fontenay-aux-Roses.

### Quelques gravures
- 1933 : La grande cheminée. - Eau-forte et aquatinte, 75 ex.
- 1945 : Le soleil brille pour tout le monde. - Eau-forte
- 1965 : Mon Paris, place Jussieu. - Eau-forte
- 1968 :  Mon ami de 1929 (André Malraux). - Pointe sèche, 99 ex.
- 1972 :  Mon voisin Paul Léautaud. - Pointe sèche, 50 ex.
- 1976 : Playa Arenella. - Pointe sèche

### Quelques impressions
- 1927 : gravures d'Alexandre Alexeïeff pour le Voyage au pays des Articoles d'André Maurois (Paris : J. Schiffrin)
- 1928 : gravures d'Albert Decaris pour Combourg de Chateaubriand (Paris : le Fuseau chargé de laine)
- 1928 : gravures d'Alexeïeff pour Les nuits de Sibérie de Joseph Kessel (Paris : impr. Lahure)
- 1929 : gravures d'Alexeïeff pour Adrienne Mesurat de Julien Green (Paris : Les Exemplaires)
- 1929 : gravures d'Alexeïeff pour La chute de la maison Usher d'Edgar Poe (Paris : Orion)
- 1929 : gravures d'Alexeïeff pour le Colloque entre Monos et Una d'Edgar Poe (Paris : Orion)
- 1929 : gravures d'Alexandra Grinevsky pour Deux artistes lyriques  de Valery Larbaud (Paris : Gallimard)
- 1930 : gravures de Decaris pour Du sang, de la volupté et de la mort de Maurice Barrès (Paris : Le Bois sacré)
- 1930 : gravures d'Alexandra Grinevsky pour L'archidiable Belphégor de Machiavel (Paris : Orion)
- 1930 : gravures de Stéphane Rayk pour La vénus d'Ille de Prosper Mérimée (Paris : Orion)
- 1930 : gravures de Galanis pour Les nourritures terrestres d'André Gide (Paris : Gallimard)
- 1930 : gravures d'Alexandra Grinevsky pour Paludes d'André Gide (Paris : Gallimard)
- 1931 : gravures de Laszlo Barta pour Les balades du Testament, les Poésies diverses et la Repue franche de François Villon (Paris : La Cigogne)
- 1931 : gravures de Decaris pour Sous l'étoile du mage de Charles Maurras (Paris : Le Cadran)
- 1931 : gravures de José Pedro Gil pour Constance, l'illustre servante de Cervantes (Paris : H. Piazza)
- 1935 : gravures de Decaris pour Lettres sur Rome de François-René de Chateaubriand (Paris : Creuzevault)
- 1937 : gravures de Renée Jullien pour son texte Yun-Nan-Fou : la ville des nuages (Paris : Les Amis du livre moderne)
- 1950 : gravures d'Alexeïeff pour le Chant du Prince Igor (Rolle : P. Eynard)

### Prix et distinctions
- 1927 : Prix national des meilleurs ouvriers de France
- 1949 : Palmes académiques, officier d’Académie pour services rendus aux Arts
- 1953 : Insigne d’honneur de lauréat du travail décerné, à titre honorifique, par le Royaume de Belgique
- 1976 : Grand prix de la gravure au Grand Palais
- 1980 : Chevalier de l’ordre national du Mérite

## Postérité
- « Les Amis d'Edmond et J.-J.-J. Rigal », association loi 1901  est fondée en 1999. Elle décerne chaque année depuis 2002 un « prix Rigal », à un jeune graveur de moins de 37 ans. L'Association des Amis d'Edmond et J.J.J. Rigal perpétue depuis plusieurs années la mémoire du père et du fils, notamment par l'édition d'un bulletin[3].